# Klaus Zedler
Klaus Zedler (23 april 1952) is een Duitse ex-voetballer. Hij speelde o.m. voor Rot-Weiss Essen, als verdediger of middenvelder.
Op 22 januari 1977 maakte Zedler namens Rot-Weiss Essen in de uitwedstrijd bij 1.FC Köln zijn competitiedebuut in de Bundesliga. Na de degradatie in 1977 vertrok hij naar KSV Baunatal dat destijds uitkwam in de 2. Bundesliga en in 1978 ternauwernood ontsnapte aan degradatie naar de Oberliga Hessen, dankzij een 2-1-overwinning op de laatste speeldag tegen Kickers Offenbach. De middenvelder verkaste vervolgens naar het Zwitserse FC Fribourg uit de Nationalliga B.
Ook daar bleef hij slechts één seizoen. In 1979 maakte hij de overstap naar FC VVV. Na twee seizoenen bij de eerstedivisionist zette Zedler een punt achter het betaald voetbal en keerde terug naar Duitsland, waar hij voor de amateurs van Essener SG 99/06 ging spelen.

## Clubstatistieken
| Seizoen | Club            | Land        | Competitie     | Duels | Goals |
| ------- | --------------- | ----------- | -------------- | ----- | ----- |
| 1976/77 | Rot-Weiss Essen | Duitsland   | Bundesliga     | 6     | 0     |
| 1977/78 | KSV Baunatal    | Duitsland   | 2. Bundesliga  | 33    | 3     |
| 1978/79 | FC Fribourg     | Zwitserland | Nationalliga B | -     | -     |
| 1979/80 | FC VVV          | Nederland   | Eerste divisie | 32    | 3     |
| 1980/81 | FC VVV          | Nederland   | Eerste divisie | 5     | 0     |